# Carina Ljungdahl
Carina Ljungdahl (anglès: Anita Carina Ljungdahl (-Algotsson))  (Filipstad, 21 de febrer de 1960), de casada Algotsson, és una nedadora sueca, ja retirada, especialista en estil lliure, que va competir durant la dècada de 1970.
El 1980 va prendre part en els Jocs Olímpics d'Estiu de Moscou, on va disputar dues proves del programa de natació. Formant equip amb Tina Gustafsson, Agneta Mårtensson i Agneta Eriksson guanyà la medalla de plata en els 4x100 metres lliures, mentre en els 100 metres lliures quedà eliminada en semifinals.